# Attilio Masarati
Attilio Masarati (Caorso, 8 febbraio 1911 – Verbania, 18 ottobre 1971) è stato un ciclista su strada italiano, professionista e indipendente dal 1933 al 1940.

## Carriera
Originario del piacentino ma trasferitosi a Milano per gareggiare con la Cesare Battisti Sportiva, Masarati vinse alcune gare fra il 1933 e il 1935, tra queste la Coppa d'Inverno 1933 a Milano, una frazione al Giro di Toscana a tappe 1934 e la Coppa Moto Guzzi 1935 a Mandello del Lario. Per quanto concerne i piazzamenti, concluse secondo alla Milano-Torino 1933 (alle spalle di Giuseppe Graglia) e alla Tre Valli Varesine 1934 (dietro Severino Canavesi), e fu poi quinto al Giro di Lombardia 1935.
Il suo anno migliore fu il 1937, quando ottenne un quarto posto alla Milano-Sanremo, si piazzò secondo nella prima tappa del Giro d'Italia e terzo nella decima, e chiuse la stagione con un terzo posto nel Giro delle Due Province di Prato. Nel 1938 fu quinto al Campionato italiano su strada corso a Treviso e terzo al Giro dei Tre Mari in undici tappe.

## Palmarès
- 1932 (dilettanti)

Circuito Fontanellatese
- 1933 (C. Battisti Milano, quattro vittorie)

1ª tappa Coppa Appennino
2ª tappa Coppa Appennino
Classifica generale Coppa Appennino
Coppa d'Inverno
- 1934 (Ganna, una vittoria)

1ª tappa Giro di Toscana/Pontedera (Pontedera > Prato)
- 1935 (Ganna, una vittoria)

Coppa Moto Guzzi - Giro del Lario

## Piazzamenti

### Grandi Giri
- Giro d'Italia

1934: 20º
1935: 39º
1936: ritirato
1937: ritirato

### Classiche monumento
- Milano-Sanremo

1936: ritirato
1937: 4º
1938: 17º
1940: 8º
- Giro di Lombardia

1935: 5º
1936: 15º
1937: 18º
1938: 7º